# Menthastriella
Menthastriella — підрід трав'яних листоїдів підродини хризомелін родини листоїдів.

## Види
- Chrysolina herbacea (Duftschmid, 1825)
- Chrysolina polita (Linnaeus, 1758)
- Chrysolina suffriani (Fairmaire, 1859)
- Chrysolina viridana (Küster, 1844)